# Hrabstwo Sherman (Oregon)
Hrabstwo Sherman (ang. Sherman County) – hrabstwo w stanie Oregon w Stanach Zjednoczonych. Obszar całkowity hrabstwa obejmuje powierzchnię 831,20 mil² (2152,8 km²). Według szacunków United States Census Bureau w roku 2009 miało 1711 mieszkańców.
Hrabstwo powstało w 1889 roku. 

## Miasta[4]
- Biggs Junction (CDP)
- Grass Valley
- Moro
- Rufus
- Wasco